# Apple Watch Series 3
Apple Watch Series 3（アップルウォッチ シリーズスリー）は、Appleが開発・販売していたスマートウォッチ。アメリカ合衆国カリフォルニア州クパチーノのスティーブ・ジョブズ・シアターで開催された2017年のApple Special Eventで発表された。

## 概要
Apple Watch Series 3にはApple S3プロセッサが搭載されている。新たにGPS+Cellularモデルが用意され、NTTドコモの「ワンナンバーサービス」、auの「ナンバーシェア」といったサービスを使用して、近くにiPhoneがなくても音声通話の発着信やメッセージ送受信、そのほかのアプリの通信ができるようになった。音声関連の機能も強化されていて、従来モデルもマイクが搭載されていてSiriやiPhoneと繋げた形での音声通話が可能だったが、新モデルでは口を近づけなくとも声を拾い、通話しやすくなった。また、従来は画面表示のみだったSiriの回答が、音声による回答にも対応する。なお、Apple Watch Series 3を利用するには、iOS 11以降がインストールされたiPhone 5s以降のiPhoneが必要である。2022年のWWDCでwatchOS 9に対応しないことが発表され、Ultraが販売される2022年9月まで販売された。